# 846 a.C.
L'846 a.C. (DCCCXLVI a.C. in numeri romani) è un anno  del IX secolo a.C.